# Water-Towers
Water-Towers (deutsch: Wassertürme) waren Sonderfahrzeuge der Feuerwehren in den Vereinigten Staaten.
Die Water-Towers hatten aufricht- und ausziehbare, mehrteilige Masten. Ein Wasserwerfer befand sich auf dem Mast, der durch Seile, die bis zum Boden reichten, in alle Richtungen gedreht wurde. Der erste Water-Tower wurde 1876 von den Brüdern Abner und Albert Grennleaf entwickelt. Der höchste Water-Tower erreichte eine Höhe von 75 ft (ca. 23 Meter) und wurde von Henry Gorter gebaut. Das Fahrzeug war ein Vorgänger der heutigen Feuerwehrfahrzeuge mit Löscharm.

## Quelle
- Jürgen Kiefer: Feuerwehrfahrzeuge in Amerika. Weltbild Verlag, 1993, ISBN 3-89350-529-6